# Тіні і туман
«Тіні і туман» (англ. Shadows and Fog) — кінофільм, знятий режисером Вуді Аллен ом в 1991 році і випущений на екрани навесні 1992 року. Картина заснована на одноактовий п'єсі «Смерть», написаної режисером у 1972 році. Це був останній фільм Аллена, знятий для студії Orion Pictures. Чорно-білий фільм став свого роду трибьютом представникам німецького експресіонізму в кіно (Фріца Ланга і Георгу Пабст), а також письменникові Францу Кафку.

## Зміст
Спокій вулиць міста порушено появою моторошного серійного вбивці. Ніхто не може відчувати себе в безпеці, вулиці притихли в очікування біди. Звичайний клерк, за прикладом багатьох містян, намагається допомогти поліції знайти злочинця, але швидко перетворюється з мисливця в дичину.

## У ролях
| Актор             | Роль               |
| ----------------- | ------------------ |
| Вуді Аллен        | Кляйнман           |
| Філіп Боско       | містер Полсен      |
| Міа Ферроу        | Ірми               |
| Джон К'юсак       | студент Джек       |
| Джон Малкович     | клоун Пол          |
| Дональд Плезенс   | доктор             |
| Девід Огден Стірс | послідовник Хакера |
| Джоді Фостер      | повія              |
| Кеті Бейтс        | повія              |
| Лілі Томлін       | повія              |
| Майкл Кірбі       | вбивця             |
| Кейт Нелліган     | Ів                 |
| Мадонна           | Мері               |
| Джеймс Ребгорн    | лінчувальник #1    |
| Віктор Арго       | лінчувальник #2    |
| Кертвуд Сміт      | послідовник Фогеля |
| Вільям Мейсі      | поліцейський       |
| Джон Рейлі        | поліцейський       |
| Девід Огден Стірс | Хакер              |

## Цікаві факти
- Фільм заснований на невеликий комедійної п'єсі Аллена «Смерть», написаної в 1972-му році. Вона також з'явилася даниною поваги романом Франца Кафки «Процес».
- Для зйомок фільму був спеціально відбудований павільйон в студії Kaufman Astoria розміром в 2 400 м², що став найбільшим знімальним павільйоном в Нью-Йорку.
- Крупно - габаритні декорації виявилися занадто дорогими, так що довелося робити безліч планів у звичайних декораціях, маскуючи інші частини сцени густим туманом.
- Незважаючи на те що Фред Гуайнія і Кейт Нелліган були заявлені в афіші і на рекламному постері, вони практично не з'явилися у фільмі.
- У 1992 році стрічка була номінована на премію «Давид ді Донателло» за найкращий іноземний фільм, а в наступному році виграла приз «Срібна стрічка» Італійського національного синдикату кіножурналістів за найкращу операторську роботу (Карло Ді Пальма).

## Знімальна група
- Режисер — Вуді Аллен
- Сценарист — Вуді Аллен
- Продюсер — Роберт Грінхат, Джозеф Хартвік, Чарльз Х. Джофф